# Temnolopha
Temnolopha là một chi bướm đêm thuộc phân họ Olethreutinae, họ Tortricidae Tortricidae.

## Các loài
- Temnolopha abstrusana Kuznetzov, 1988
- Temnolopha bigutatta Diakonoff, 1973
- Temnolopha matura Diakonoff, 1973
- Temnolopha mosaica Lower, 1901
- Temnolopha sponditis (Meyrick, 1918)